# Хабиби, Натаван
Натаван Хабиби (азерб. Natavan Həbibi; род. 20 мая 1981, Красноводск) — азербайджанская исполнительница в жанрах R&B, хип-хоп, соул.

## Биография
Родилась 20 мая 1981 года в Красноводске. По национальности азербайджанка.
В 1996 с сестрой и матерью переехала в Баку (Азербайджан). В 1999 году познакомилась с Вагифом Герайзаде. Он её заметил, и пригласил в группу «W Trio». В ней она была одной из трех ведущих солисток. С 2006 года с поддержки Анара Мадатова начала соло карьеру.
Работает с такими композиторами как Вагиф Герайзаде, Фаик Суджаддинов, Эльдар Мансуров, Исмаил Асадов, хитмейкер-композитор Мурад Ариф, Тунзаля Агаева, Орхан Гарабасма, а также Наталья Заичникова из группы «Лазурный берег».
Владеет английским и русским, исполняет песни на азербайджанском, турецком, французском, арабском и греческом языках.
Кроме исполнения песен, является автором слов к некоторым исполняемым ею песням. На свои песни сняла пять клипов, два из которых в Москве на песни Рустама Зейналлы «Etirazim var» («Я протестую») и Тунара «Ehtiyacim var» («Я нуждаюсь в этом»).
В 2009 году на конкурсе «Baki Geceleri» («Бакинские ночи») её песня «Sevdiyini soyle» («Признайся в любви»), написанная Мурадом Арифом, заняла 1 место по итогам года.
14-16 июня 2011 года Натаван Хабиби представила Азербайджан на телевизионном песенном конкурсе молодых исполнителей из тюркоязычных стран «Turkcevizyon Muzik Festivali 2011» в турецком городе Денизли.
В 2012 году удостоилась премии в номинации «Певица года» в Азербайджане на церемонии презентации национальной премии «Star-2012».
16 июля 2013 г. хит Натаван Хабиби «Sus» («Молчи») был включён в 100 самых горячих музыкальных новинок Moskva.FM на 26 позиции.
Клип на песню «Ulduzlar» («Звёзды») был снят в Италии.